# Ivajlo Dimitrov
Ivajlo Emilov Dimitrov (in bulgaro Ивайло Емилов Димитров?; Sofia, 26 marzo 1989) è un ex calciatore bulgaro, di ruolo attaccante.

## Palmarès

### Club

#### Competizioni nazionali
- Coppa di Bulgaria: 1

Slavia Sofia: 2017-2018